# Tiberiu Serediuc
Tiberiu Andrei Serediuc (sinh ngày 2 tháng 7 năm 1992 ở Suceava, România) là một cầu thủ bóng đá người România thi đấu cho FC Botoșani.

## Sự nghiệp quốc tế
Serediuc có màn ra mắt cho U-19 România vào ngày 26 tháng 9 năm 2008 trong trận đấu trước U-19 Israel. He played with the under-19 team at the Giải vô địch bóng đá U-19 châu Âu 2011, which took place ở România.